# 1913 год в истории железнодорожного транспорта
1913 год в истории железнодорожного транспорта был примечателен следующими событиями:

## События

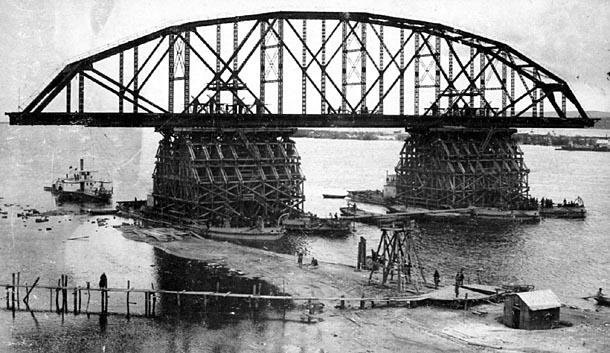
Хабаровский мост

- 30 июля (12 августа) 1913 года состоялась торжественная закладка Хабаровского моста. На закладке присутствовал приамурский генерал-губернатор Н. Л. Гондатти.

## Новый подвижной состав
- В июле американская компания General Electric выпустила тепловоз, работавший на бензине[1].
- В Пруссии начался выпуск паровозов G 8.1
- На прусском заводе Hanomag налажен выпуск танк-паровозов Vr1 для Финских железных дорог.